# العلاقات المالديفية اليونانية
العلاقات المالديفية اليونانية هي العلاقات الثنائية التي تجمع بين المالديف واليونان.

## مقارنة بين البلدين
هذه مقارنة عامة ومرجعية للدولتين:
| وجه المقارنة                                              | المالديف       | اليونان                                                                             |
| --------------------------------------------------------- | -------------- | ----------------------------------------------------------------------------------- |
| المساحة (كم2)                                             | 298            | 131.96 ألف                                                                          |
| عدد السكان (نسمة)                                         | 436.33 ألف     | 10.76 مليون                                                                         |
| الكثافة السكانية (ن./كم²)                                 | 146.42 ألف     | 81.54                                                                               |
| العاصمة                                                   | ماليه          | أثينا، نافبليو                                                                      |
| اللغة الرسمية                                             | اللغة الديفهي  | لغة يونانية، اليونانية الديموطيقية ‏                                                 |
| العملة                                                    | روفيه مالديفية | يورو، دراخما، فينيكس يوناني ‏                                                        |
| الناتج المحلي الإجمالي (بليون دولار)                      | 4.60 مليار     | 200.29 مليار                                                                        |
| الناتج المحلي الإجمالي (تعادل القوة الشرائية) بليون دولار | 5.23 مليار     | 285.45 مليار                                                                        |
| الناتج المحلي الإجمالي الاسمي للفرد دولار أمريكي          | 8.39 ألف       | 18.00 ألف                                                                           |
| الناتج المحلي الإجمالي للفرد دولار أمريكي                 | 12.53 ألف      | 26.85 ألف                                                                           |
| مؤشر التنمية البشرية                                      | 0.706          | 0.865                                                                               |
| رمز المكالمات الدولي                                      | +960           | +30                                                                                 |
| رمز الإنترنت                                              | .mv            | .gr                                                                                 |
| المنطقة الزمنية                                           | ت ع م+05:00    | توقيت شرق أوروبا، ت ع م+02:00، ت ع م+03:00، توقيت شرق أوروبا الصيفي ‏، أوروبا/أثينا ‏ |

## منظمات دولية مشتركة
يشترك البلدان في عضوية مجموعة من المنظمات الدولية، منها:
| علم المنظمة | اسم المنظمة                        | تاريخ انضمام المالديف | تاريخ انضمام اليونان |
| ----------- | ---------------------------------- | --------------------- | -------------------- |
|             | مؤسسة التنمية الدولية              | 13 يناير 1978         | 9 يناير 1962         |
|             | يونسكو                             | 18 يوليو 1980         | 4 نوفمبر 1946        |
|             | وكالة ضمان الاستثمار متعدد الأطراف | 19 مايو 2005          | 30 أغسطس 1993        |
|             | الأمم المتحدة                      | 21 سبتمبر 1965        | 25 أكتوبر 1945       |
|             | الاتحاد البريدي العالمي            | ?                     | ?                    |
|             | البنك الدولي للإنشاء والتعمير      | 13 يناير 1978         | 27 ديسمبر 1945       |
|             | الاتحاد الدولي للاتصالات           | 28 فبراير 1967        | 1866                 |
|             | منظمة حظر الأسلحة الكيميائية       | ?                     | ?                    |
|             | مؤسسة التمويل الدولية              | 2 فبراير 1983         | 26 سبتمبر 1957       |
|             | منظمة التجارة العالمية             | ?                     | 1995                 |
|             | منظمة الشرطة الجنائية الدولية      | ?                     | ?                    |

## وصلات خارجية
- موقع وزارة الخارجية المالديفية
- موقع وزارة الخارجية اليونانية